# The Platinum Collection (box grupy Enigma)
The Platinum Collection – wydany 23 listopada 2009 r. drugi box projektu Michaela Cretu Enigma. Zawiera obie kompilacje projektu Love Sensuality Devotion: The Greatest Hits i Love Sensuality Devotion: The Remix Collection oraz dodatkową płytę The Lost Ones z utworami nieopublikowanymi na innych płytach projektu. Na płytach LSD: The Greatest Hits i The Remix Collection dodano dodatkowe utwory, które nie były publikowane na poprzednich płytach Enigmy. Box na liście Billboardu w 2010 r. znalazł się na 18. miejscu.

## Płyty zawarte w boxie i utwory zawarte na płytach

### The Greatest Hits
1. "Sadeness (Part 1)" (4:20)
2. "Mea Culpa" (Orthodox version) (4:01)
3. "Principles of Lust" (3:26)
4. "The Rivers of Belief" (4:23)
5. "Return to Innocence" (4:11)
6. "Age of Loneliness" (4:16)
7. "Out from the Deep" (4:32)
8. "Beyond the Invisible" (4:35)
9. "T.N.T. for the Brain" (4:03)
10. "Gravity of Love" (4:00)
11. "Push the Limits" (3:54)
12. "Turn Around" (3:57)
13. "Voyageur" (3:55)
14. "Boum-Boum" (3:43)
15. "Following the Sun" (4:18)
16. "Seven Lives" (3:47)
17. "La Puerta del Cielo" (3:33)

### The Remix Collection
1. "Sadeness (U.S. Violent Mix)"
2. "Mea Culpa (Fading Shades Mix)"
3. "Principles of Lust (Everlasting Lust Mix)"
4. "Return to Innocence (Long & Alive Version)"
5. "Age of Loneliness (Enigmatic Club Mix)"
6. "Out From The Deep (Trance Mix)"
7. "T.N.T. For The Brain (Midnight Man Mix)"
8. "Gravity of Love (Judgement Day Club Mix)"
9. "Push the Limits (ATB Remix)"
10. "Voyageur (Club Mix)"
11. "Boum Boum (Chicane Club Edit)"
12. "Dreaming of Andromeda (Jean F. Chochois Remix)"

### The Lost Ones
1. "Lost One"
2. "Lost Two"
3. "Lost Three"
4. "Lost Four"
5. "Lost Five"
6. "Lost Six"
7. "Lost Seven"
8. "Lost Eight"
9. "Lost Nine"
10. "Lost Ten"
11. "Lost Eleven"